# Иберийский волк
Иберийский волк (Canis lupus signatus), среди местных жителей известный как Lobo, — подвид обыкновенного волка, который населяет леса и равнины северной Португалии и северо-западной Испании.

## Особенности и повадки
Иберийский волк отличается от более обычного серого волка более мелким сложением, белыми отметинами на верхних губах, тёмными отметинами на хвосте и парой тёмных отметин на передних лапах, за что этот подвид и назван signatus («меченый»). Эти различия подвидов, возможно, сложились в конце плейстоцена ледникового периода из-за изоляции Пиренейского п-ова, когда ледниковые барьеры накопились в Пиренеях и в конце концов достигли Бискайского залива на Западе и Средиземного моря на Востоке.
Самцы могут весить до 40 кг, а самки обычно весят на 10 кг меньше.

## Пища
Иберийский волк живёт в маленьких стаях. Они считаются полезными, так как поддерживают стабильность популяции диких кабанов, таким образом оказывая услугу вымирающим популяциям глухарей, которые очень страдают от хищных кабанов. Они также питаются кроликами, европейскими косулями, благородными оленями, испанскими козлами и даже мелкими травоядными и рыбой. В некоторых местах они едят домашних животных, таких как овцы и телята.

## История
До 1900 года иберийский волк населял большую часть Пиренейского п-ова. Однако, франкистское правительство начало кампанию по их истреблению в 1950-х и 1960-х гг., истребив волков по всей Испании за исключением северо-западной части и некоторых изолированных областей в Сьерре Морене. Похожая политика в Португалии почти привела к исчезновению животного к югу от реки Дуэро (некоторые стаи выжили).
К счастью, некоторые испанские натуралисты и экологи, такие как Феликс Родригес де ла Фуэнте, положили конец охоте и занялись защитой животного. Сегодня охота на волков запрещена в Португалии, а в Испании разрешена лишь в некоторых её частях. В целом, ареал иберийского волка расширился на Юг и Восток. Есть сообщения[чьи?], что волки возвращаются в страну басков и в провинции Мадрида и Гвадалахары. Недавно[когда?] самец волка был найден в Каталонии, где последний местный волк был убит в 1929 году. Однако, это животное не принадлежало к иберийскому подвиду, а неожиданно оказалось итальянским волком (Canis lupus italicus). Он достиг региона из Франции, возможно, из выпущенной на волю стаи.
Некоторые авторы заявляют, что юго-восточный испанский волк, последний раз замеченный в Мурсии в 1930-х гг., был другим подвидом Canis lupus deitanus. Он был ещё меньше и более рыжего окраса без тёмных пятен. Оба подвида были установлены Анхелем Кабрерой в 1907 году.

## Пояснения
1. ↑  Волк в Испании. Дата обращения: 16 мая 2008. Архивировано 9 февраля 2022 года.
2. ↑  Волки, кабаны и глухари. Дата обращения: 16 мая 2008. Архивировано 27 мая 2018 года.
3. ↑  Naturlink Архивная копия от 4 мая 2008 на Wayback Machine